# Даніел Крман
Даніел Крман (28 серпня 1663 в Омшені біля Тренчанських Тепліць — 1740) — словацький церковний та суспільно-політичний діяч, мемуарист, видавець, перекладач. Автор «Зачатків слов'янської граматики» (Rudimenta grammaticae Slavicae) і численних релігійних та історичних творів, також «Подорожного щоденника» (Itinerarium) — важливого джерела з історії України початку XVIII століття. Особистий приятель Гетьмана України Івана Мазепи.

## Біографія
Народився у родині протестантського священика Даніеля Крмана-Старшого. Навчався в освітніх закладах Бреслау (Вроцлав), Дрездена та Віттенберга. Вищу теологічну і філософську освіту дістав у Лейпцигу та Берліні.
У двадцять років очолив Ілавську школу, а після смерті батька присвятив себе служінню церкві. У віці 43 років обирається суперінтендантом (єпископом) лютеранської церкви Верхної Угорщини (фактично Словаччини).
Керівник посольства для зустрічі зі шведським королем Карлом ХІІ. Після переговорів у Могилеві (Біларусь) словацькі посли змушені залишитися у ставці Карла ХІІ, розділити всі перипетії українського походу, битву шведської армії під Полтавою, відступу до Молдови.

### Щоденники
Під час подорожі Даніель Крман вів регулярні записи. Нотатки містять не тільки особисті враження від побаченого, але й опис різноманітних подій, свідком яких він був чи знав про них із достовірних джерел. Даніела Крмана цікавив політичний і дипломатичний бік подій, географічні та природні обставини, етнографічні та релігійні аспекти життя народів, у середовищі яких він перебував.

Значна частина «Подорожнього щоденника» присвячена українським теренам — Гетьманщині. Поруч з часто вживаною назвою «Козакія» автор використовує термін «Україна», а український народ називає «козацькою нацією», руськими, русинами, русами. Висланник чітко відрізняє українців від поляків, білорусів та росіян («московитів»). 
На прохання висланців Гетьман України Іван Мазепа надав охоронну грамоту словакам для проїзду по території Козакії-України. Крман став свідком згарищ столиці України — Батурина, рухався в обозі короля Карла ХІІ, залишивши спогад про перше вціліле село Гетьманщини після російського терору — Голінку (тепер Бахмацький район Чернігівської області).
Став свідком і описав Полтавську битву, яка відбулася 27 червня 1709 року (за новим стилем — 8 липня 1709 року).
Після повернення на батьківщину Данієль Крман займається опрацюванням щоденника, писаного під час подорожі. Він упорядковує сімейний архів, пише трактат про походження словаків, різноманітні полемічні твори. Продовжує займатися євангелічною діяльністю, відвідуючи окремі куточки імперії (побував, зокрема, у Львові, Дрогобичі).
Така діяльність словака змусила керівництво католицької церкви вдатися до репресивних дій. У 1721 році його звинувачено у зневажанні католицької церкви, династії Габсбургів і кинуто до в'язниці. Тут він пробув дев'ять років і помер у серпні 1740 року.
У селі Жуки Полтавського району встановлено пам'ятний знак словацькому просвітителю Даніелу Крману.

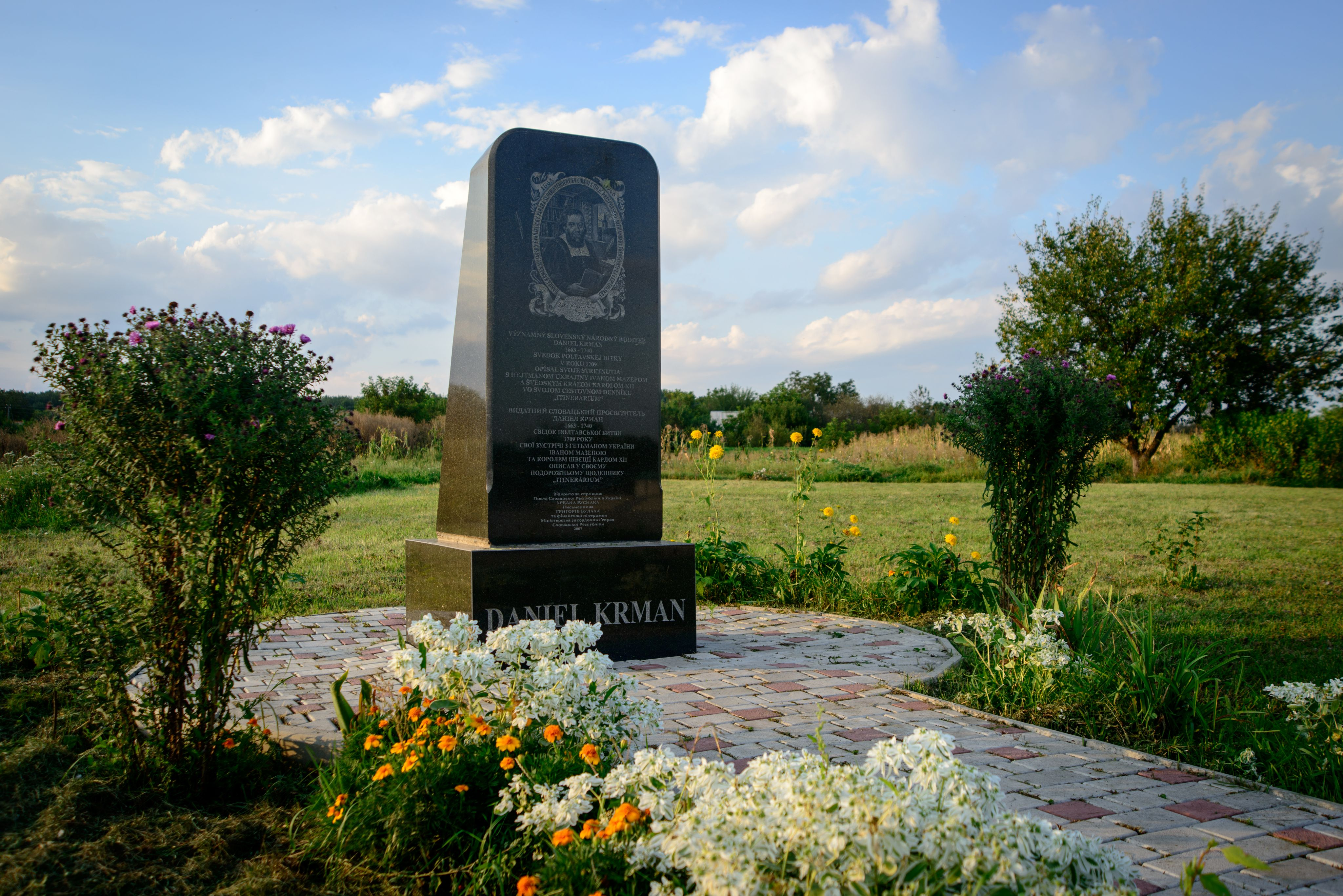
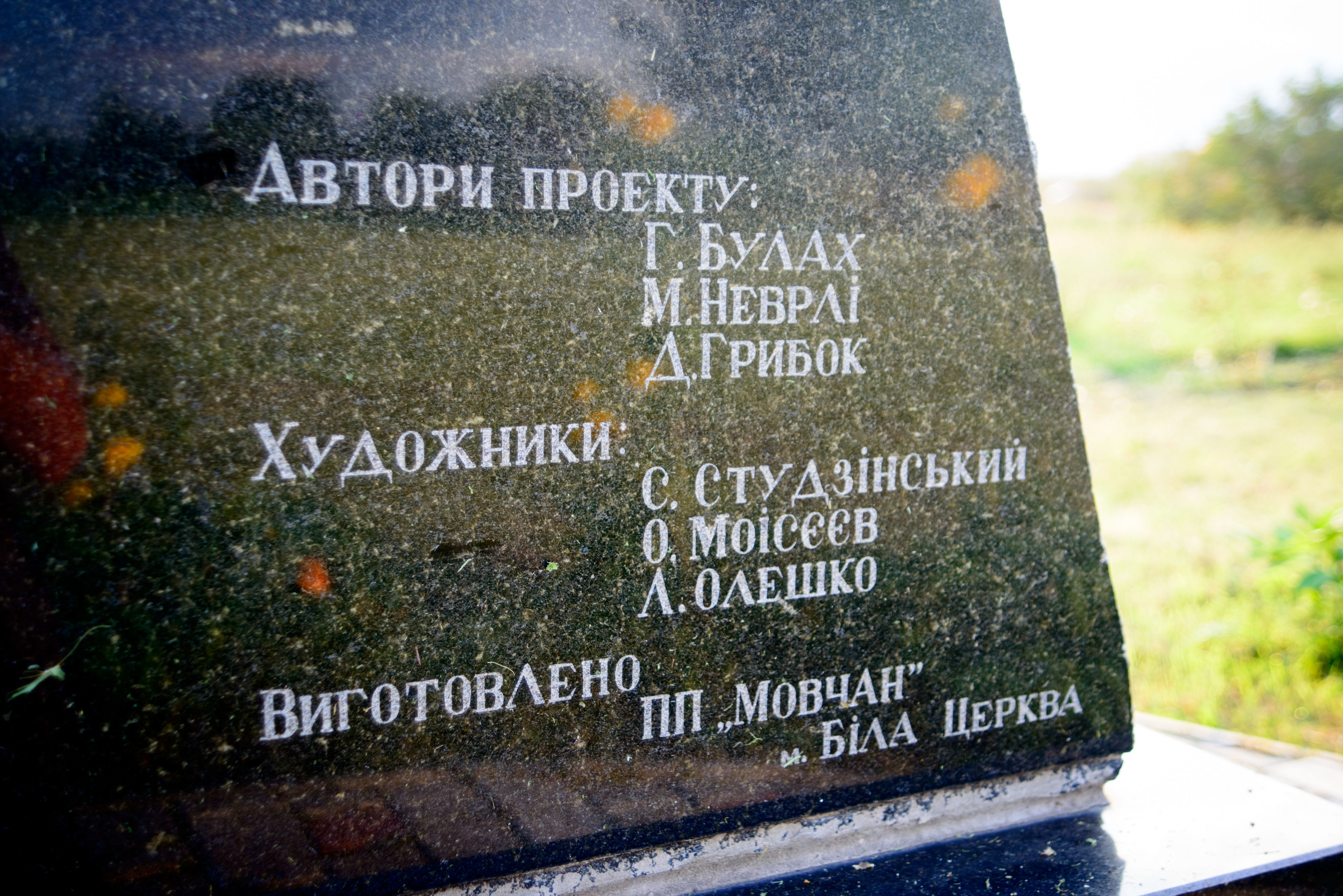
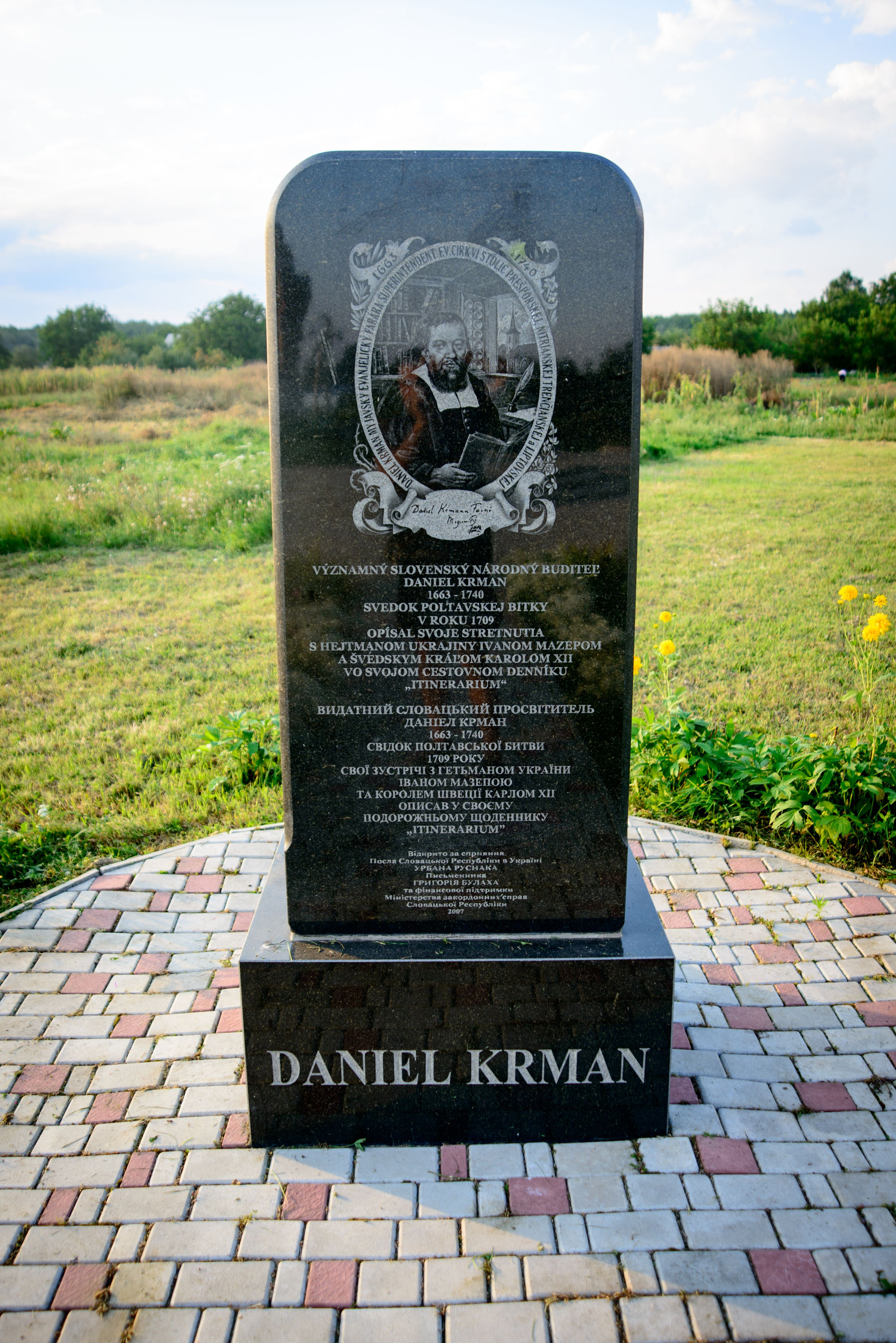
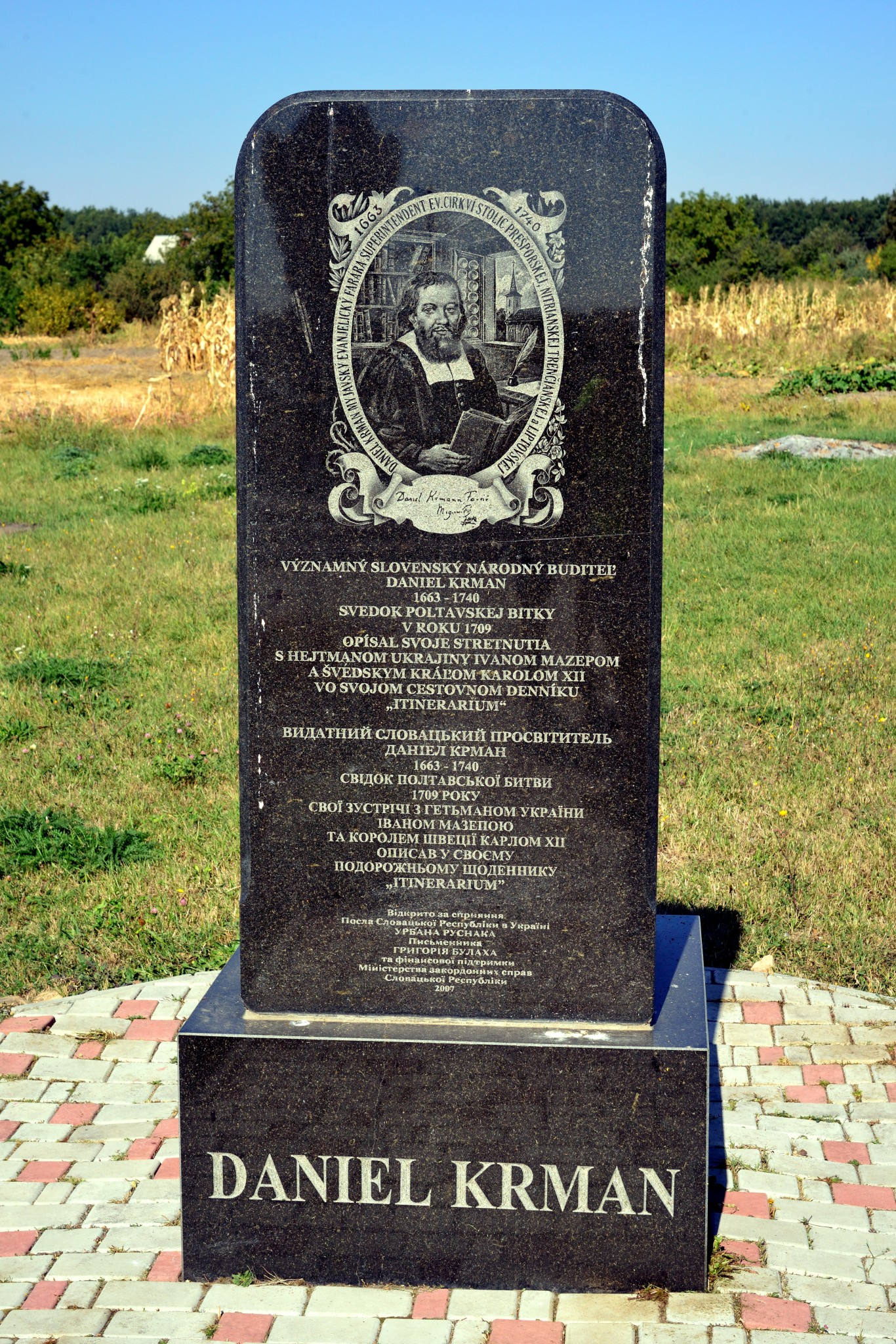
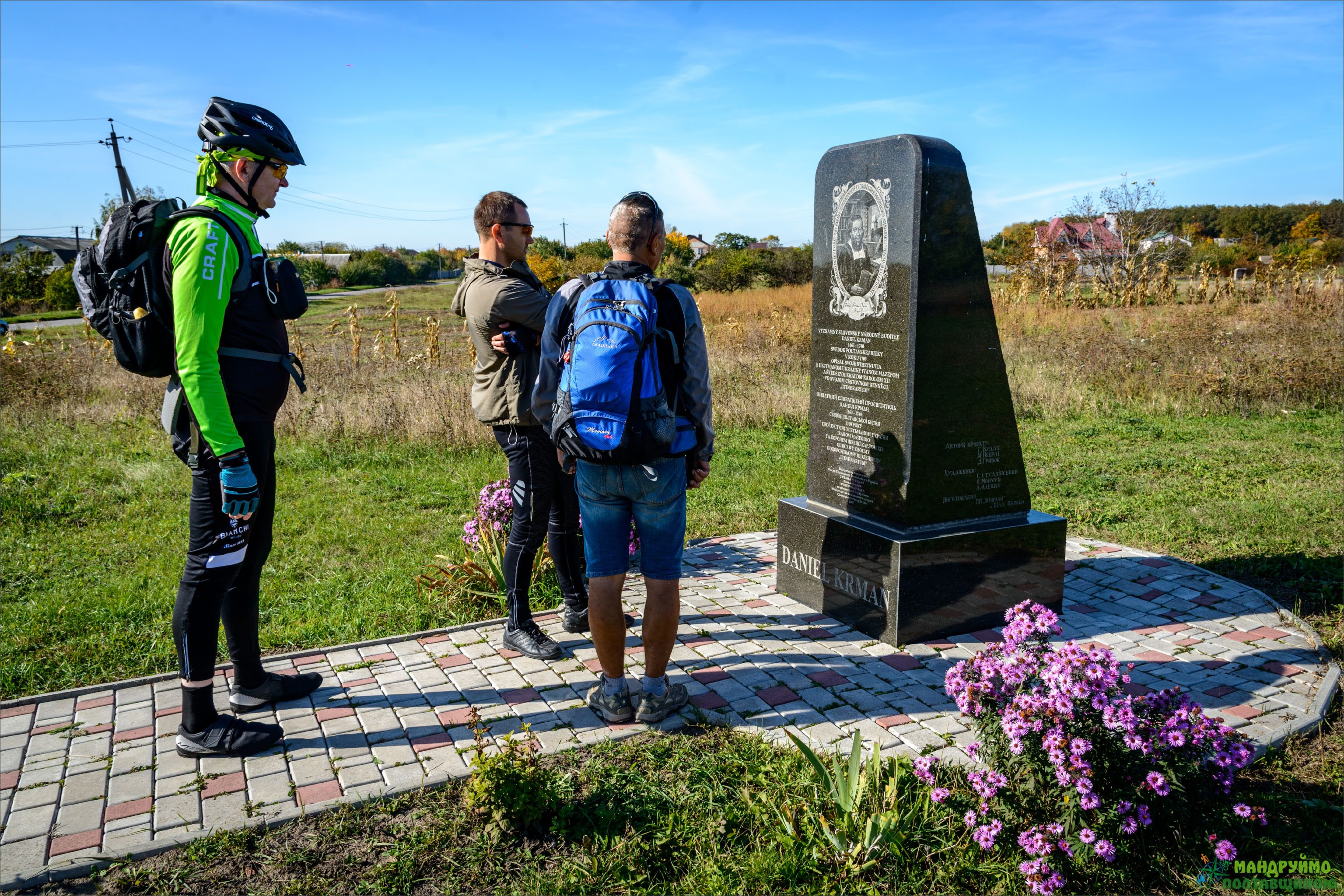

## Твори
- Даніел Крман. Подорожній щоденник (Itinerarium, 1708–1709). Ізборник. Архів оригіналу за 11 серпня 2013. Процитовано 8 липня 2013.